# 安杰洛·马尔恰尼
安杰洛·马尔恰尼（義大利語：Angelo Marciani，1928年4月19日—2022年12月3日），意大利男子水球运动员。他曾代表意大利国家队参加1956年夏季奥林匹克运动会水球比赛，获得第四名。